# Centre de Cultura Popular Montserrat
El centre de Cultura Popular Montserrat va ser un espai d'acció i de formació integral de la dona al barri del Guinardó (Barcelona), que va desenvolupar les seves activitats de 1966 a 2011.
El centre va compartir el local amb l'Associació de Veïns Joan Maragall (actualment Associació de Veïns i Veïnes Joan Maragall) fins que l'AAVV va tenir local propi.
L'any 1997 la directora del Centre Cívic del Guinardó, Cinta Llorens, en representació de l'Ajuntament de Barcelona i la directora de l'Associació Salut i Família, Elvira Méndez, van proposar al Centre de Cultura Popular Montserrat portar la gestió del primer Banc del Temps en territori espanyol (en altres països ja existien). La junta del Centre va acceptar la proposta, donat que el projecte anava en la línia del Centre: millorar la situació de les dones. El Banc del Temps estava dins del projecte “Compartir: promoviendo el reparto de los tiempos entre mujeres y hombres”, que va ser seleccionat pel IV Programa de Acción Comunitaria para la igualdad de Oportunidades de Mujeres y Hombres.
L'any 1998 es va crear el 1r Banc del Temps d'Espanya gestionat pel Centre de Cultura Popular Montserrat durant 8 anys.
L'1 de març del 2011 el Centre va rebre un burofax de l'Arquebisbat de Barcelona, propietari del local que ocupava -la Parròquia de la Mare de Déu de Montserrat-, comunicant-los que havien d'abandonar el local d'un dia per l'altre. Tot i el suport que van rebre per part del barri, la lluita per poder romandre al local no va tenir èxit.

## Premis
- 1991: Premi Horta-Guinardó en reconeixement de la tasca feta[9]
- 1999: Medalla d'Honor de Barcelona